# 村上悦也
村上 悦也（むらかみ えつや、1984年11月3日 - ）は、日本の俳優、元子役。元ファイブ☆エイト所属。千葉県市川市出身。『テツワン探偵ロボタック』で雪柳カケル役でデビュー。

## 主な出演作品

### テレビドラマ
- テツワン探偵ロボタック（1998年3月8日 - 1999年1月30日、テレビ朝日） - 雪柳カケル 役
- 月曜ドラマスペシャル 松本清張賞受賞作 陰の季節（2000年5月1日、TBS）

### オリジナルビデオ
- テツワン探偵ロボタック&カブタック 不思議の国の大冒険（1998年12月11日、東映ビデオ） - 雪柳カケル 役